# Ronde van Frankrijk 1955
| Route van de Ronde van Frankrijk 1955. |                   |              |
| Eindklassement                         |                   |              |
| Algemeen klassement                    | Louison Bobet     | 130h 29' 26" |
| Tweede                                 | Jean Brankart     | + 4' 53"     |
| Derde                                  | Charly Gaul       | + 11' 30"    |
| Vierde                                 | Pasquale Fornara  | + 12' 44"    |
| Vijfde                                 | Antonin Rolland   | + 13' 18"    |
| Zesde                                  | Raphaël Geminiani | + 15' 01"    |
| Zevende                                | Giancarlo Astrua  | + 18' 13"    |
| Achtste                                | Stan Ockers       | + 27' 13"    |
| Negende                                | Alex Close        | + 31' 10"    |
| Tiende                                 | François Mahé     | + 36' 27"    |
| Rode Lantaarn                          | Tony Hoar (69e)   | + 6h 00' 06" |
| Puntenklassement                       | Stan Ockers       | 322 punten   |
| Tweede                                 | Wout Wagtmans     | 399 punten   |
| Derde                                  | Miguel Poblet     | 409 punten   |
| Bergklassement                         | Charly Gaul       | 84 punten    |
| Tweede                                 | Louison Bobet     | 70 punten    |
| Derde                                  | Jean Brankart     | 44 punten    |
| Ploegenklassement                      | Frankrijk         | 389h 10' 14" |
| Tweede                                 | Italië            | -            |
| Derde                                  | België            | -            |

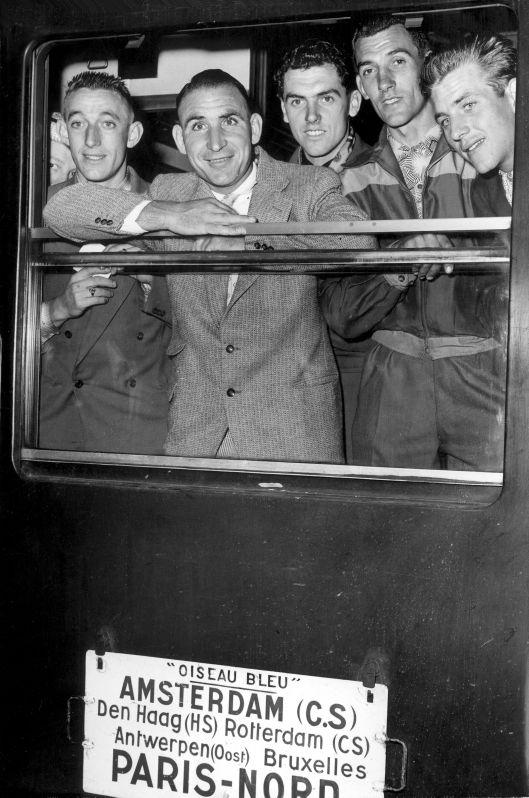
De Nederlandse ploeg in de trein onderweg naar de start.

In 1955 ging de 42e Tour de France van start op 7 juli in Le Havre. Hij eindigde op 30 juli in Parijs. Er stonden 130 renners verdeeld over 13 ploegen aan de start. Voor het eerst deed er een Britse ploeg mee, en voor het eerst sinds de Tweede Wereldoorlog reden er (West-)Duitsers mee, in een internationaal team samen met de Luxemburgers en Oostenrijkers.
Louison Bobet, die ook al in 1953 en 1954 had gewonnen, was de huizenhoge favoriet. Hij liet zien dat hij opnieuw sterk was door de derde etappe te winnen, maar een aantal ontsnappingen haalden grote tijdswinst, waardoor met het ingaan van de bergen na Wout Wagtmans en Antonin Rolland de gele trui in handen was van Wim van Est. In de eerste Alpenetappe, over de Télégraphe en de Galibier, haalde de kopman van de Luxemburgs-internationale ploeg, Charly Gaul, verwoestend uit. Hij reed een lange tijd alleen op kop en won uiteindelijk de etappe met meer dan 13 minuten voorsprong, en steeg daarmee naar de derde plaats in het algemeen klassement, terwijl Rolland de gele trui weer overnam. In de volgende etappe probeerde Gaul het opnieuw, maar dit keer kon hij niet wegblijven, en in plaats daarvan was het de Fransman Raphaël Géminiani die, na aanvankelijk ver achter de andere favorieten gereden te hebben, de etappe met 2 minuten verschil won.
De beslissende etappe van de Ronde werd echter de elfde etappe, van Marseille naar Avignon over de Mont Ventoux. Hoewel Bobet het Franse team het peloton op grote snelheid naar de eenzame berg had laten toerijden, reden Ferdi Kübler en Géminiani vooruit. Kübler reed weg bij Géminiani, maar kwam later bijna geparkeerd te staan. Nog een stuk erger was Jean Malléjac eraan toe: Hij raakte 10 kilometer voor de top buiten bewustzijn en moest gereanimeerd en per ambulance naar het ziekenhuis vervoerd worden. Het werd duidelijk dat Malléjac bezweken was door amfetamine, maar hij ontkende het gebruik van doping, en stelde dat het buiten zijn medeweten moest zijn toegediend. Ondertussen viel Bobet op de berg aan, en reed iedereen weg. Op de top had hij 2 minuten voor op de Belg Jean Brankart, en hij behield die voorsprong tot aan de finish. Brankart finishte samen met drie Italianen, de overige rijders hadden minimaal 5 minuten achterstand. Bobet was nog altijd tweede achter Rolland, maar leek duidelijk op weg om opnieuw de Ronde te winnen.
In de eerste Pyreneeënetappe reed Gaul vroeg weg op de Aspin. Op de Peyresourde ging Bobet in de tegenaanval. Hij bracht zijn achterstand terug tot 30 seconden, maar kreeg toen een lekke band en had bij de finish een achterstand van 1'24". Het was echter genoeg om eindelijk de gele trui aan te mogen trekken. In de tweede Pyreneeënetappe kwam zijn positie niet meer in gevaar. Bobet, Gaul, Géminiani en Brankart reden gezamenlijk vooraan, en Brankart won uiteindelijk de etappe. Door later ook nog de tijdrit te winnen, schoof Brankart nog op naar de tweede plaats in het eindklassement, ten koste van Rolland die naar de vijfde plaats terugzakte.
Met zijn overwinning was Bobet de tweede persoon (na Philippe Thys) die drie keer de Ronde won, en de eerste die dat drie keer op rij deed.
aantal ritten: 22 

Totale afstand: 4495 km 

Gemiddelde snelheid: 34.446 km/h 

Aantal deelnemers: 130 

Aantal uitgevallen: 61

## Belgische en Nederlandse prestaties
In totaal namen er 10 Belgen en 10 Nederlanders deel aan de Tour van 1955.

### Belgische etappezeges
- Rik Van Steenbergen won de 16e etappe van Ax-les-Thermes naar Toulouse.
- Jean Brankart won de 18e etappe van Saint Gaudens naar Pau en de 21e etappe Châlellerault naar Tours.

### Nederlandse etappezeges
- Jos Hinsen won de 7e etappe van Zürich naar Thonon-les-Bains.
- Daan de Groot won de 13e etappe van Millau naar Albi.
- Wout Wagtmans won de 19e etappe van Pau naar Bordeaux.
- De Nederlandse ploeg won de 1e etappe deel B: de ploegentijdrit van Dieppe naar Dieppe

## Etappes
- 1ae Etappe Le Havre - Dieppe: Miguel Poblet (Spa)
- 1be Etappe Dieppe - Dieppe: Nederland
- 2e Etappe Dieppe - Roubaix: Antonin Rolland (Fra)
- 3e Etappe Roubaix - Namen: Louison Bobet (Fra)
- 4e Etappe Namen - Metz: Willy Kemp (Lux)
- 5e Etappe Metz - Colmar: Roger Hassenforder (Fra)
- 6e Etappe Colmar - Zürich: André Darrigade (Fra)
- 7e Etappe Zürich- Thonon-les-Bains: Jos Hinsen (Ned)
- 8e Etappe Thonon-les-Bains - Briançon: Charly Gaul (Lux)
- 9e Etappe Briançon - Monaco: Raphaël Geminiani (Fra)
- 10e Etappe Monaco - Marseille: Lucien Lazarides (Fra)
- 11e Etappe Marseille - Avignon: Louison Bobet (Fra)
- 12e Etappe Avignon - Millau: Alessandro Fantini (Ita)
- 13e Etappe Millau - Albi: Daan de Groot (Ned)
- 14e Etappe Albi - Narbonne: Louis Caput (Fra)
- 15e Etappe Narbonne - Ax-les-Thermes: Luciano Pezzi (Ita)
- 16e Etappe Ax-les-Thermes - Toulouse: Rik Van Steenbergen (Bel)
- 17e Etappe Toulouse - Saint Gaudens: Charly Gaul (Lux)
- 18e Etappe Saint Gaudens - Pau: Jean Brankart (Bel)
- 19e Etappe Pau - Bordeaux: Wout Wagtmans (Ned)
- 20e Etappe Bordeaux - Poitiers: Jean Forestier (Fra)
- 21e Etappe Châlellerault - Tours: Jean Brankart (Bel)
- 22e Etappe Tours - Parijs: Miguel Poblet (Spa)

## In populaire cultuur
Van 1947 tot en met 1964 tekende de Belgische striptekenaar Marc Sleen een jaarlijks humoristisch verslag van alle ritten van de Ronde van Frankrijk in zijn stripreeks  De Ronde van Frankrijk Ook de Tour van 1955 was hierbij.
 winnaars gele trui · 
 puntenklassement · 
 bergklassement · 
 jongerenklassement · 
 tussensprintklassement · 
 combinatieklassement · 
 ploegenklassement · 
 strijdlust · 
rode lantaarn
records · meeste deelnames · ranglijst etappewinnaars · bekende beklimmingen · valpartijen · dopinggevallen · Grand Départ · Souvenir Henri Desgrange
1903 · 
1904 · 
1905 · 
1906 · 
1907 · 
1908 · 
1909 · 
1910 · 
1911 · 
1912 · 
1913 · 
1914 ·
1915 ·
1916 ·
1917 ·
1918 · 
1919 · 
1920 · 
1921 · 
1922 · 
1923 · 
1924 · 
1925 · 
1926 · 
1927 · 
1928 · 
1929 · 
1930 · 
1931 · 
1932 · 
1933 · 
1934 · 
1935 · 
1936 · 
1937 · 
1938 · 
1939 · 
1940 ·
1941 ·
1942 ·
1943 ·
1944 ·
1945 ·
1946 ·
1947 · 
1948 · 
1949 · 
1950 · 
1951 · 
1952 · 
1953 · 
1954 · 
1955 · 
1956 · 
1957 · 
1958 · 
1959 · 
1960 · 
1961 · 
1962 · 
1963 · 
1964 · 
1965 · 
1966 · 
1967 · 
1968 · 
1969 · 
1970 · 
1971 · 
1972 · 
1973 · 
1974 · 
1975 · 
1976 · 
1977 · 
1978 · 
1979 · 
1980 · 
1981 · 
1982 · 
1983 · 
1984 · 
1985 · 
1986 · 
1987 · 
1988 · 
1989 · 
1990 · 
1991 · 
1992 · 
1993 · 
1994 · 
1995 · 
1996 · 
1997 · 
1998 · 
1999 · 
2000 · 
2001 · 
2002 · 
2003 · 
2004 · 
2005 · 
2006 · 
2007 · 
2008 · 
2009 · 
2010 · 
2011 · 
2012 · 
2013 · 
2014 · 
2015 · 
2016 · 
2017 · 
2018 · 
2019 ·
2020 · 
2021 · 
2022 · 
2023 · 
2024 · 
2025